# Bonnie MacBird
Bonnie MacBird és una escriptora, actriu i productora estatunidenca de pantalla, teatre i prosa, i directora teatral. És l'escriptora original de la pel·lícula de ciència-ficció Tron i de la saga de novel·les de Sherlock Holmes, de qui es confessa fan des que tenia deu anys.
MacBird és natural de San Francisco (Califòrnia) i es va graduar a la Universitat Stanford amb una llicenciatura en música i un màster en cinema. Està casada amb l'informàtic Alan Kay, a qui va entrevistar mentre escrivia el guió de Tron.

## Carrera professional
MacBird ha passat la major part de la seva carrera a Hollywood com a guionista i productora. Va escriure els esborranys originals de Tron i consta en els crèdits com a autora de la història. Va treballar en el desenvolupament de llargmetratges per a Universal Studios a la dècada del 1970, va guanyar dos premis Emmy com a productora a la dècada del 1980 i, durant deu anys, va ser la cap de l'empresa Creative License/SkyBird Productions.
També ha actuat i escrit teatre en diverses ocasions a Los Angeles. Continua escrivint, dirigint i actuant al teatre a Los Angeles i és una actriu de veu per a SkyBoat Media.
La seva primera novel·la de Sherlock Holmes, Art in The Blood, va ser publicada per HarperCollins el 2015. Un segon misteri de Holmes, Unquiet Spirits, va seguir el 2017; un tercer, The Devil's Due, es va publicar el 2019, seguit de The Three Locks el 2021. La cinquena novel·la del detectiu va aparèixer el 2022 amb el títol What Child is This?: A Sherlock Holmes Christmas Adventure, amb il·lustracions de Frank Cho.
Dona conferències regularment sobre escriptura, el procés creatiu i Sherlock Holmes. També ensenya escriptura de guions a l'extensió de la Universitat de Califòrnia a Los Angeles.